# Rudolf Schenker
Rudolf Schenker   (Hildesheim, 31 d'agost de 1948), és un guitarrista de Hard Rock i Heavy Metal.

## Carrera
Schenker és un dels membres fundadors de Scorpions, al costat de Klaus Meine. És un dels que més ha aportat en la composició de les cançons d'aquesta banda de metal alemanya. És el germà més gran de Michael Schenker, reconegut per haver tocat a UFO i per la seva banda, MSG. Les primeres alineacions de Scorpions exhibien els germans Schenker en guitarres. També va ser company d'Uli Jon Roth, virtuós guitarrista que va abandonar l'agrupació per diferències musicals amb ell.
En la majoria de cançons de Scorpions, els solos de guitarra són interpretats per Matthias Jabs, però hi ha excepcions, com Wind of Change, Still Loving You, As Soon as the Good Times Roll, Through my Eyes i Big City Nights, que és dut a terme per en Rudolf.
També és mundialment conegut pels seus solos i és considerat com un dels millors guitarristes del món, la prova d'això és que es troba en el número 4 dels millors guitarristes del món reconeguts per la revista de renom de rock, Rolling Stones.

## Discografia amb Scorpions
- Lonesome Crow (1972)
- Fly to the Rainbow (1974)
- In Trance (1975)
- Virgin Killer (1976)
- Taken by Force (1977)
- Tokyo Tapes (1978, en directe)
- Lovedrive (1979)
- Animal Magnetism (1980)
- Blackout (1982)
- Love at First Sting (1984)
- World Wide Live (1985, en directe)
- Savage Amusement (1988)
- Crazy World (1990)
- Face the Heat (1993)
- Live Bites (1995, en directe)
- Pure Instinct (1996)
- Eye II Eye (1999)
- Moment of Glory (amb filharmònica de Berlín, 2000)
- Acoustica (acústic, 2001)
- Unbreakable (2004)
- Humanity: Hour I (2007)